# أنا وليلى (أغنية)
أنا وليلى هي أغنية باللغة العربية الفصحى صدرت سنة 1998 ضمن ألبوم بنفس الاسم، لحّنها وغنّاها كاظم الساهر، وكلماتها من قصيدة للشاعر العراقي حسن المرواني.

## الخلفية
نظمَ المروانيُّ القصيدةَ في السبعينات وهو طالب في جامعة بغداد، إلا أن الساهر قال إن أربعة أشخاص اتصلوا به وادعوا أن القصيدة لهم في الأصل، ولكن في النهاية وصل للمرواني والقاها امامه واراه نسختها الاصلية. غناها مطرب كركوكي يدعى أكرم طوزلو عام 1974م، كما غناها الفنان رياض أحمد على شكل موال في آخر حفلة له قبل وفاته في مهرجان بابل الدولي عام 1996 م. لكنها لم تكتسب شهرة إلا بعد أن غناها الساهر وصدرت سنة 1998 م ضمن ألبوم يحمل نفس الاسم.
وعن القصيدة يقول کاظم الساهر:

## نص القصيدة
دَعْ عَنكَ لَوْميَ وَاعزفْ عَنْ مَلامَاتيْ
إنيْ هَويتُ سَريعاً مِنْ مُعَانَاتيْ
دينيْ الغَرَامُ وَدَارُ العِشقِ مَمْلَكتيْ
قَيسٌ أنَا... وَكِتابُ الشِعْرِ تَوْرَاتيْ
مَا حَرّمَ اللهُ حُباً فِيْ شَريعَتِهِ
بَلْ بَارَكَ اللهُ أحلامِيْ البَريئَاتِ
أنَا لَمِنْ طِينَةٍ وَاللهُ أودَعَهَا
رُوحَاً تَرِفُّ بهَا عَذبُ المُناجَاةِ
دَعِ العِقَابَ وَلا تَعْذلْ بِفَاتِنَةٍ
مَا كَانَ قَلبِيْ نَحيتٌ من حِجَارَاتِ
إنيْ بِغَيْرِ الحُبِ أخشابُ يابسة
اني بغيرِ الهَوَى اشباهُ أمواتِ
اني لَفيْ بَلدةٍ أمسَى بسيرها
ثَوبُ الشَريعةِ في مخرق عاداتي
يا للتعاسة من دعوى مدينتنا
فيها يُعد الهوى كبرى الخطيئاتِ
نبضُ القلوبِ مورقٌ عن قداستها
تسمع فيها أحاديث أقوالِ الخرافاتِ
عبارةٌ عُلِقَتْ في كل منعطفٍ
أعوذ بالله من تلك الحماقاتِ
عشقُ البناتِ حرامٌ في مدينتنا
عشق البناتِ طريقٌ للغواياتِ
إياكَ أن تلتقي يوماً بأمرأةٍ
إياكَ إياكَ أن تغري الحبيباتِ
إنّ الصبابةَ عارٌ في مدينتنا
فكيف لو كان حبي للأميراتِ؟
سمراءُ ما كان حزنيْ عُمراً أبددُهُ
ولكني عاشقٌ... الحبُ مأساتيْ
الصبحُ أهدى إلى لأزهارِ قبلتَهُ
والعلقمُ المرّ قدُ أمسى بكاساتيْ
يا قبلةَ الحبِ يا من جئتُ أنشدُها
شعراً لعلّ الهوى يشفي جراحاتي
ذوَتْ أزهارُ روحي وهي يابسةٌ
ماتت أغاني الهوى، ماتت حكاياتي
ماتت بمحرابِ عينيكِ ابتهالاتي
واستسلمت لرياحِ اليأسِ راياتي
جفّتْ على بابكِ الموصودِ أزمنتي
ليلى... وما أثمرت شيئاً نداءاتي
أنا الذي ضاعَ لي عامانِ من عمري
وباركتُ وهمي وصدّقتُ افتراضاتي
عامان ما لافَ لي لحنٌ على وترٍ
ولا استفاقت على نورٍ سماواتي
أعتّقُ الحبّ في قلبي وأعصرُهُ
فأرشفُ الهمّ في مُغبرّ كاساتي
وأوْدعُ الوردَ أتعابي وأزرعُهُ
فيورقُ الشوك ينمو في حُشاشاتي
ما ضرّ لو عانقَ النيروزُ غاباتي
أو صافحَ الظلُّ أوراقي الحزيناتِ
ما ضرّ لو أنّ كفٌ منك جاءتنا
بحقد تنفض اّلامي المريراتِ
سنينُ تسعٌ مضتْ والأحزانُ تسحقُنيْ
ومِتُ حتى تناستني صباباتتيْ
تسعٌ على مركبِ الأشواقِ في سفرٍ
والريح تعصفُ في عنفٍ شراعاتي
طال انتظاري متى كركوكُ تفتحُ لي
درباً إليها... فأطفي نار اّهاتي
متى ستوصلني كركوكُ قافلتي
متى ترفرفُ يا عشاق راياتي
غدا سأذبحُ أحزاني وأدفنها
غدا سأطلقُ أنغامي الضّحوكاتِ
ولكن نَعَتني للعشاقِ قاتلتي
إذا أعقبتْ فرحي شلالُ حيراتِ
فعدتُ أحملُ نعشَ الحبِّ مكتئباً
أمضي البوادي وأسماري قصيداتي
ممزقٌ أنا، لا جاهٌ ولا ترفٌ
يغريكِ فيّ فخليني لآهاتي
لو تعصرينَ سنينَ العمرِ أكملها
لسالَ منها نزيفٌ من جراحاتي
كلُّ القناديلِ عذبٌ نورُها
وأنا تظلُّ تشكو نضوبَ الزيتِ مَشكاتي
لو كنتُ ذا ترفٍ ما كنتِ رافضةً حبي...
ولكنّ عسرَ الحالِ مأساتي
فلتمضغِ اليأسَ آمالي التي يبستْ
وليغرقِ الموجُ يا ليلى بضاعاتي
أمشي وأضحكُ يا ليلى مكابرةً
علّي أخبي عن الناسِ احتضاراتيْ
لا الناسُ تعرفُ ما خطبي فتعذرني
و طلا سبيلَ لديهم في مواساتيْ
لاموا أفتتاني بزرقاءِ العيونِ ولو
رأوا جمال عينيكِ ما لاموا افتتاناتي
لو لم يكن أجملُ الألوان أزرقَها
ما أختارهُ اللهُ لوناً للسماواتِ
يرسو بجفنيّ حرمانٌ يمصّ دمي
ويستبيحُ إذا شاءَ ابتساماتي
عندي أحاديثُ حزنٍ كيف أسطُرُها
تضيقُ ذرعاً بي أو في عباراتي
ينزلُ من حرقتي الدمعُ فأسألُهُ
لِمن أبثّ تباريحي المريضاتِ
معذورةٌ أنتِ إن أجهضتِ لي أمليْ
لا الذنبُ ذنبكِ... بل كانت حماقاتي
أضعتُ في عَرَضِ الصحراءِ قافلتيْ
وجئتُ أبحثُ في عينيكِ عن ذاتيْ
وجئتُ أحضانكِ الخضراءَ منتشياً
كالطفلِ أحملُ أحلامي البريئاتِ
أتيتُ أحملُ في كفيّ أغنيةً
أجترّها كلما طالت مسافاتيْ
حتى إذا انبلجتْ عيناكِ في أفقٍ
وطرّز الفجرُ أياميْ الكئيباتِ
غرستِ كفك تجتثين أوردتيْ
وتسحقينَ بلا رفقٍ... مسراتيْ
واغربتاه... مضاعٌ هاجرتْ سفني
عني وما أبحرتْ منها شراعاتيْ
نفيتُ وأستوطنَ الأغرابُ في بلديْ
ومزقوا كل أشيائي الحبيباتِ
خانتكِ عيناكِ في زيفٍ وفي كذبٍ؟
أم غرّكِ البهرج الخدّاع... مولاتي؟
توغّلي يا رماحَ الحقدِ في جسدي
ومزّقي ما تبقى من حُشاشاتي
فراشةٌ جئتُ ألقي كحلَ أجنحتي
لديكِ فأحترقت ظلماً جناحاتي
أصيحُ والسيفُ مزروعٌ بخاصرتي
والغدرُ حطّمَ آمالي العريضاتِ
هل ينمحي طيفُكِ السحريّ من خلدي؟
وهل ستشرقُ عن صبحٍ وجنّاتِ
ها أنتِ أيضاً... كيف السبيل إلى
أهلي ودونهم قفرُ المفازات
كتبتُ في كوكب المريخ لافتةً
أشكو بها الطائرَ المحزونَ آهاتي
وأنتِ أيضاً ألا تبتْ يداكِ إذا
آثرتِ قتليَ... واستعذبت أنّاتي
مَن لي بحذفِ اسمك الشفافِ من لغتي
إذا ستُمسي بلا ليلى... حكاياتي
وفي استفتاء لهيئة الإذاعة البريطانية BBC عام 2002 م، احتلت أغنية الساهر المرتبة السادسة في قائمة عشر أفضل أغاني في العالم وكانت الأغنية العربية الوحيدة.

## وصلات خارجية
- أغنية أنا وليلى على موقع يوتيوب